# Hotel Bristol (Odesa)
El Hotel Bristol (en ucraniano: Готель «Брістоль») es un hotel en Odesa, Ucrania. Construido entre 1898 y 1899 con los diseños de Alexander Bernadazzi y Adolf Minkus, se encuentra en el centro de la ciudad en la calle Pushkinskaya, enfrente del Teatro de la Filarmónica de Odesa. El hotel está entre un estilo de renacimiento mixto y estilo barroco, con estatuas clásicas barrocas y columnas de mármol blanco que dan a la calle. Cuenta con 113 habitaciones y es uno de los monumentos notables de la ciudad.
Después de la revolución soviética, el hotel cerró en 1917. Quedó vacante durante algún tiempo, y sirvió como lugar de oficinas entre 1922 y 1925. Se volvió a abrir en 1928, pero en la Unión Soviética parecía inadecuado que un hotel tuviese el nombre de una ciudad importante en Inglaterra, por lo que se cambió el nombre a hotel Krasnaya (que significa "rojo" en ruso) por la bandera roja de la revolución. El hotel cerró en 2002 y se sometió a una larga restauración, siendo reabierto bajo su nombre original, el 15 de diciembre de 2010.